# Есте

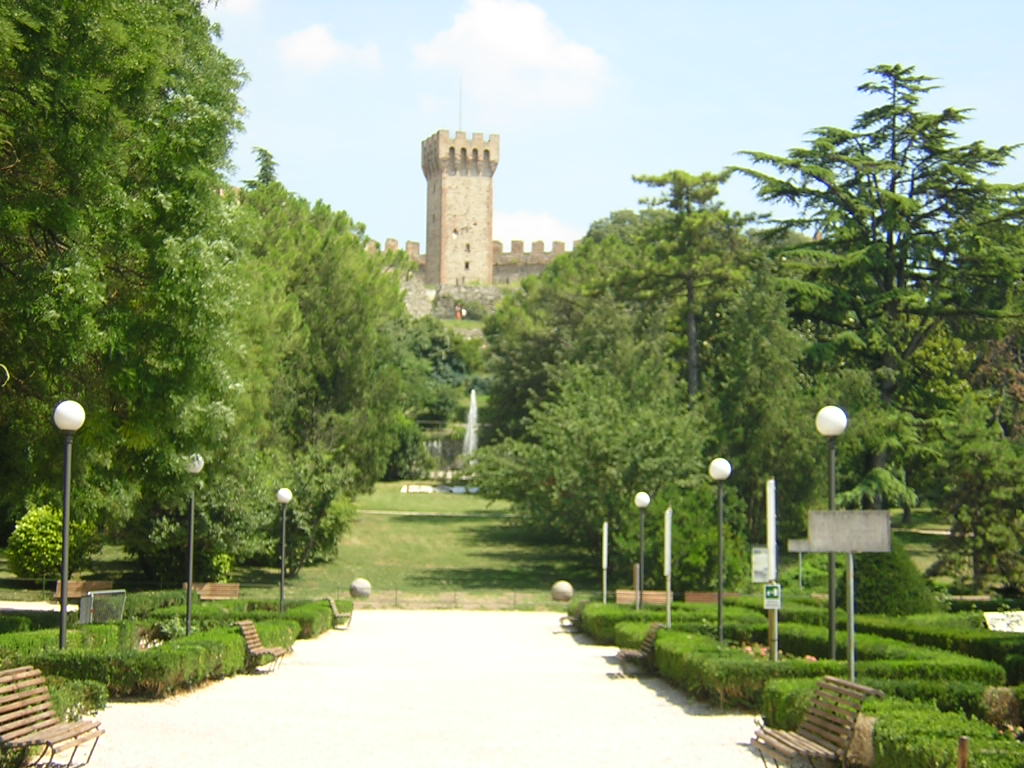

Е́сте (італ. Este, вен. Este) — муніципалітет в Італії, у регіоні Венето, провінція Падуя.
Есте розташоване на відстані близько 380 км на північ від Рима, 60 км на південний захід від Венеції, 27 км на південний захід від Падуї.

## Історія
Міланський маркграф Аццо II д'Есте в X ст. звів тут свій замок, що дав назву можновладному дому Есте, який у 1240 році переніс свою резиденцію у Феррару.

## Демографія
Населення — 16 581 особа (2014).
Щорічний фестиваль відбувається 23 вересня. Покровитель — Santa Tecla.

Населення за роками:

Станом на 1 січня 2023 року в муніципалітеті офіційно проживало 1450 іноземців з 68 країн, серед них 451 громадянин країн Євросоюзу та 102 громадяни України.

## Сусідні муніципалітети
- Баоне
- Карчері
- Лоццо-Атестіно
- Монселіче
- Оспедалетто-Еуганео
- Сант'Елена
- Вігіццоло-д'Есте
- Вілла-Естенсе